# August Lösch
Pour les articles homonymes, voir Lösch.
August Lösch (né le 15 octobre 1906 à Öhringen (Royaume de Wurtemberg), mort le 30 mai 1945 à Ratzeburg) est, avec Walter Isard, l'un des fondateurs de la science régionale.

## Biographie
August Lösch (1906-1945) est un économiste allemand, pionnier de l'analyse de situation. Il a grandi à Heidenheim, dans le Land du Bade-Wurtemberg, en Allemagne. Il a fait des études d'économie à Freiburg avec Walter Eucken et à Bonn. Plus tard, il a rejoint Harvard, et Joseph Schumpeter.
De 1940 à 1945, il est le directeur de recherche de l'Institut de Kiel. Il étudie alors l'Économie Mondiale. Une partie de ses premières recherches concernaient l'interaction entre les échanges démographiques et économiques. Ou plus particulièrement, l'impact des populations sur les cycles d'activité. L'œuvre pour laquelle il est le mieux connu : The Economics of location (1940, l'édition américaine 1954), applique la théorie d'équilibre générale à une économie  spatialement distribuée.

## Une approche fondée sur la théorie et les statistiques
August Lösch utilise des approches théoriques et statistiques modernes pour explorer l'impact du changement de population sur des cycles économiques. Initialement, il a cru que des taux de natalité en décroissance représentaient un inconvénient vis-à-vis de la croissance économique, comme la plupart de ses contemporains. Mais, ses enquêtes empiriques ont semblé prouver le contraire : puisqu'elles ont défini la croissance démographique comme contribuant, de manière importante à l'économie nationale; alors que la décroissance de la population sauverait potentiellement le capital pour de futurs investissements.
Il soutient ces arguments après avoir effectué de complexes enquêtes empiriques sur la croissance démographique et économique en Allemagne au XIXe siècle. Il en conclut, contrairement à l'idée générale, que le changement de population est davantage une cause qu'une conséquence des cycles de l'activité. Il propose ensuite ses découvertes dans de nombreux articles et dans un cours qu'il donne en 1936, à Chicago. Il publie ses découvertes, l'année suivante, dans le Journal Trimestriel d'Économie, où il a aussi attaqué les vues de Raymond Pearl (1879-1940) et Corrado Gini (1884-1965) sur la croissance démographique.

## Une démarche analytique
Dans ses analyses, Lösch commence avec le minimum de suppositions possibles, établissant en termes théoriques, à la façon du pionnier classique de modélisation géographique Johann Heinrich von Thünen (1783-1850). Il s'interroge alors de la manière suivante :
« Comment les caractéristiques de production et le commerce provoquent des modèles spatiaux d'implantation? »
Sa conclusion présente un modèle qui doit avoir une structure hexagonale et hiérarchique, afin  de coïncider avec les modèles observés. L'étude est devenue un des points de départ dans le domaine de la science régionale, des années 1960. On peut voir le travail de Lösch sur les systèmes  géographiques comme une contrepartie  formelle aux travaux du géographe Walter Christaller, (1893-1969).

## August Lösch et Walter Christaller, une opposition de points de vue
Les deux historiens examinent comment divers aspects de la police nazie sont influencés par la connaissance scientifique, notamment les découvertes en matière de démographie et d'économie. Le travail de Lösch est parfois mentionné dans ce contexte car ses concepts théoriques comme ceux de Walter Christaller sont utilisés pour la planification nazie et pour déterminer l'implantation allemande en Europe de l'Est. Cependant, Lösch est fortement opposé au Parti nazi, refusant même de s'engager dans une carrière universitaire croyant que les universités allemandes ont été corrompues par le régime. Malheureusement, il meurt en 1945, de la scarlatine,, et n'a pu participer à leur restauration. En 1943, Lösch s’est donc contenté de dire prudemment ce qu’il pensait dans une note de bas de page en attirant l’attention sur le caractère erroné de la démarche de Christaller.
L'économiste allemand August Lösch compare son travail à celui de Christaller, dans son livre l'Organisation Spatiale de l'Économie (1940). À la différence de Christaller, qui expose un système de places centrales à petite échelle, Lösch présente un système, à une échelle plus grande. Il l'illustre par des fermes auto-suffisantes, qui sont régulièrement distribuées dans un modèle triangulaire-hexagonal. August Lösch affirme aussi, qu'il n’est pas possible de fabriquer une théorie à partir d’un modèle géométrique faux.
Leurs démarches respectives sont les suivantes : 
- Walter Christaller : principe général (ordonnancement d’une masse autour d’un noyau) → espace empirique → représentation spatiale triangulo-hexagonale a priori → principes de fonctionnement → hiérarchies.
- August Lösch : principes économiques → formulation mathématique → formes géométriques a posteriori → hiérarchies.

Comme on peut le constater ci-contre, Lösch n’a pas « généralisé » Christaller : il l’a réfuté. C’est uniquement la fausse similitude entre les dessins d’hexagones au début des théories de Christaller et à la fin des théories de Lösch qui a permis de les agréger abusivement. Les modèles christallériens développés par Christaller n’ont donc que peu de chose en commun avec une théorie de la centralité inspirée par les recherches d’August Lösch sur « l'ordre spatial de l'économie » (« Die räumliche Ordnung der Wirtschaft »).

## Œuvres
- August Lösch, Bevölkerungswellen und Wechsellagen « Variations de population et positions de changement », Fischer, Iéna, 1936.
  - Contributions à la recherche de l'impact des changements économiques sur l'implantation de la population, le redressement, la crise, l'arrêt; (cahier 13).
- August Lösch, Was ist vom Geburtenrückgang zu halten? « Quelle est l'origine de la réduction des naissances? », Heidenheim, 1932.
- August Lösch, Eine neue Theorie des internationalen Handels, « Nouvelle théorie du commerce international », Heidenheim, 1939, in Weltwirtschaftliches Archiv
- August Lösch, Die räumliche Ordnung der Wirtschaft, Iéna, 1940; ou The Economics of location, New Haven, Yale UP, « L'ordre spatial de l'économie ».
  - Étude sur la localisation, les domaines économiques et le commerce international.
- August Lösch, Population cycles as a cause of business cycles, « Les cycles de population, à l'origine des cycles d'activité », in The Quarterly Journal of Economics, 1937, [ [lire en ligne (page consultée le 07/04/2011)]]